# La Piquera
La Piquera o Las Cumbres, es un pequeño conjunto montañoso que se encuentra entre los municipios de La Cabeza de Béjar, Guijo de Ávila y Santibáñez de Béjar. Pertenece al sistema Central y a la Serranía de los Castaños, y se encuentra en la Provincia de Salamanca, Castilla y León, España.
Hay varias rutas de senderismos para acceder a las cimas de la montaña, aunque están muy descuidados. Los picos son: Piquera (1.209 m), Lavandera (1189 m), el Calamocho (1.205 m) y la Cabeza (1172 m).
La fauna que hay en estas sierras son jabalíes, conejos y liebres, aunque también hay mucha variedad de pájaros. La vegetación es sobre todo de encinas.
- Datos: Q5964852